# Valnæsgård
Valnæsgaard er en gammel sædegård på det nordvestlige Falster, som nævnes første gang i 1135.
Gården blev kaldt Egenseborg fra 1135 til 1400 (Eknæsburgh i Kong Valdemars Jordebog) og kaldt Egenæs til 1798, hvorefter den har heddet Valnæsgaard.
Hovedbygningen er opført på en ældre bygnings fundamenter i 1910 ved Thorvald Gundestrup.
Oprettet som hovedgård i 1766 ved auktion over krongodset – omfattede da sognene Vålse og Kippinge. I 1798 tilbagekøbte kronen en stor del af bøndergårdene. For at øge hovedgårdens jordtilligende blev der i 1800-tallet foretaget foretaget store inddæmningsarbejder, bl.a. ved Myggetvig.
Valnæs Gods er på 446 hektar

## Ejere af Valnæsgaard
- (1135-1766) Kronen
- (1766-1795) Hans Bergeshagen Hincheldey
- (1795-1806) Edvard Bergeshagen Hincheldey
- (1806-1808) Frants Thestrup
- (1808-1835) Peter Thestrup / Frants Thestrup
- (1835-1862) Heinrich Hansen
- (1862-1874) Enke Fru Hansen
- (1874-1899) C. V. Grandjean Hansen
- (1899-1903) Alexander Andersen
- (1903-1918) Christopher Adam Valdemar Knuth
- (1918) Steen Giebelhausen
- (1918-1922) J. Diderichsen
- (1922-1930) L. du Plessis de Richelieu
- (1930-1932) E. Lauesen
- (1932-1934) Th. Fleron Dahl
- (1934-1947) Chr. S. Dahl
- (1947-) Valnæsgaard A/S